# お守り

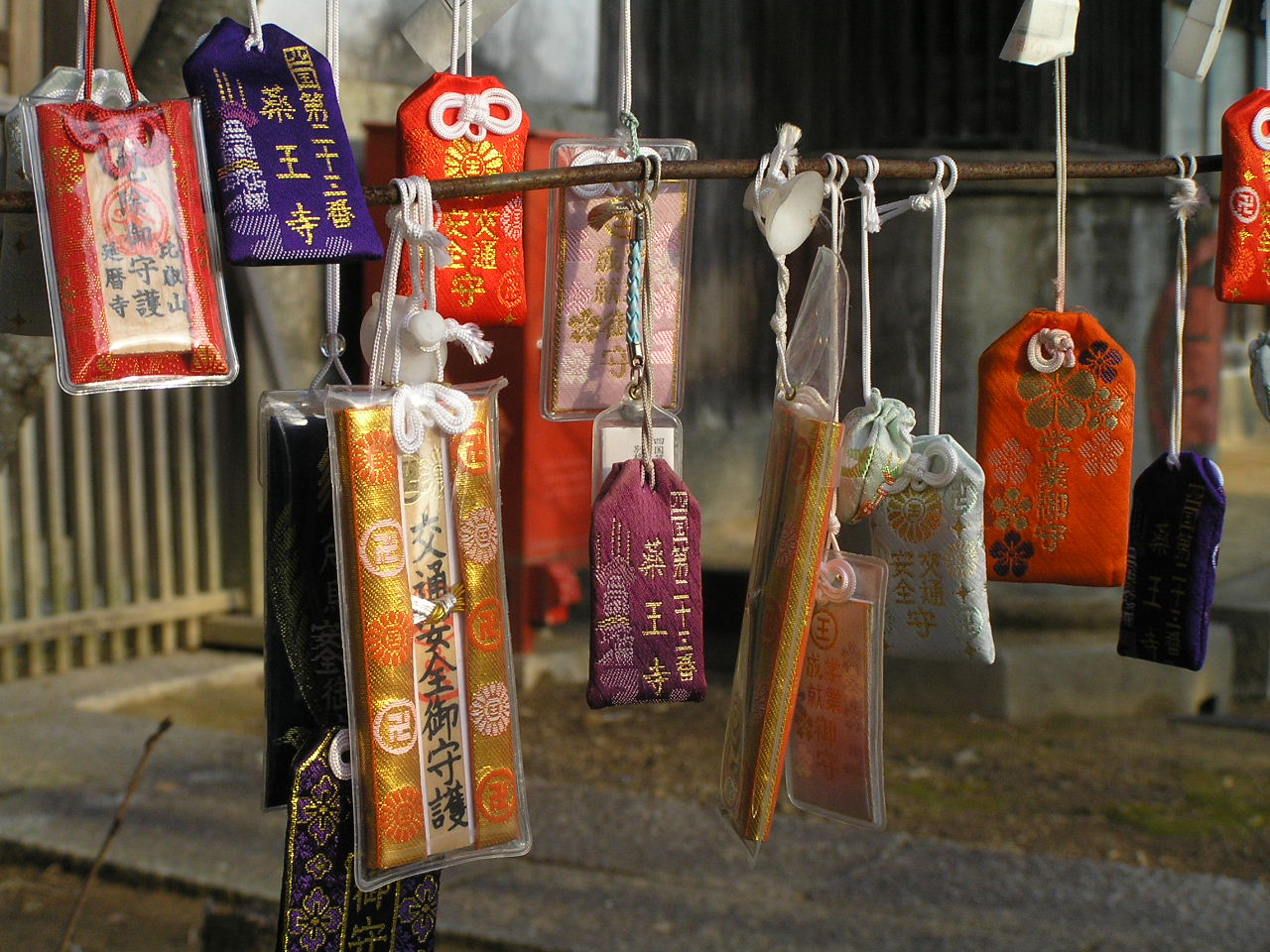
各種お守り（四国第二十三番札所 薬王寺 (徳島県美波町)）

お守り（おまもり、御守り、御守）とは、厄除け（魔除け）、招福（開運、幸運）、加護などの人の願いを象った物品（縁起物）である。護符、御符、護苻、御苻とも呼ばれる。外来語で言うとアミュレット、タリスマン、チャーム、テフィリン、フェティッシュなど。外来語のアミュレット、チャーム、タリスマン等には明確な定義の違いがあるが、小野祖教氏によれば神道において御札、お守り、護符等の言葉の定義に違いはなくどれを使っても問題はないという。
日本の神社や寺院で配布されるお守りやお札は鎌倉時代から存在するが、これらは道教の符録を日本化して利用したのが始まりであるという説もある。日本のお守り自体は寺社で授かったお札を持ち歩くものであった。平安時代には貴族の女性が中に小さな仏像や経文を入れた懸守（かけまもり）を外出時に首に懸けるようになっていた。江戸時代に入ると首から下げるという大仰な形はしだいにすたれて、代わりに護符を通常腰さげや腕守という形で庶民にも広まった。日本で護符や呪符と呼ばれるものが作られ始めたのは奈良、平安時代以前であり、古代中国で用いられた魔除けを目的とした図像が日本の古墳の石室の壁から見つかる他、奈良文化財団研究所が発掘している平城京跡の木簡から道教の護符と似たものが発見されているまた神道では、陰陽道や寺院が護符を作り始めたのに習い、御札をつくるようになったという。

## 護符の種類・形状

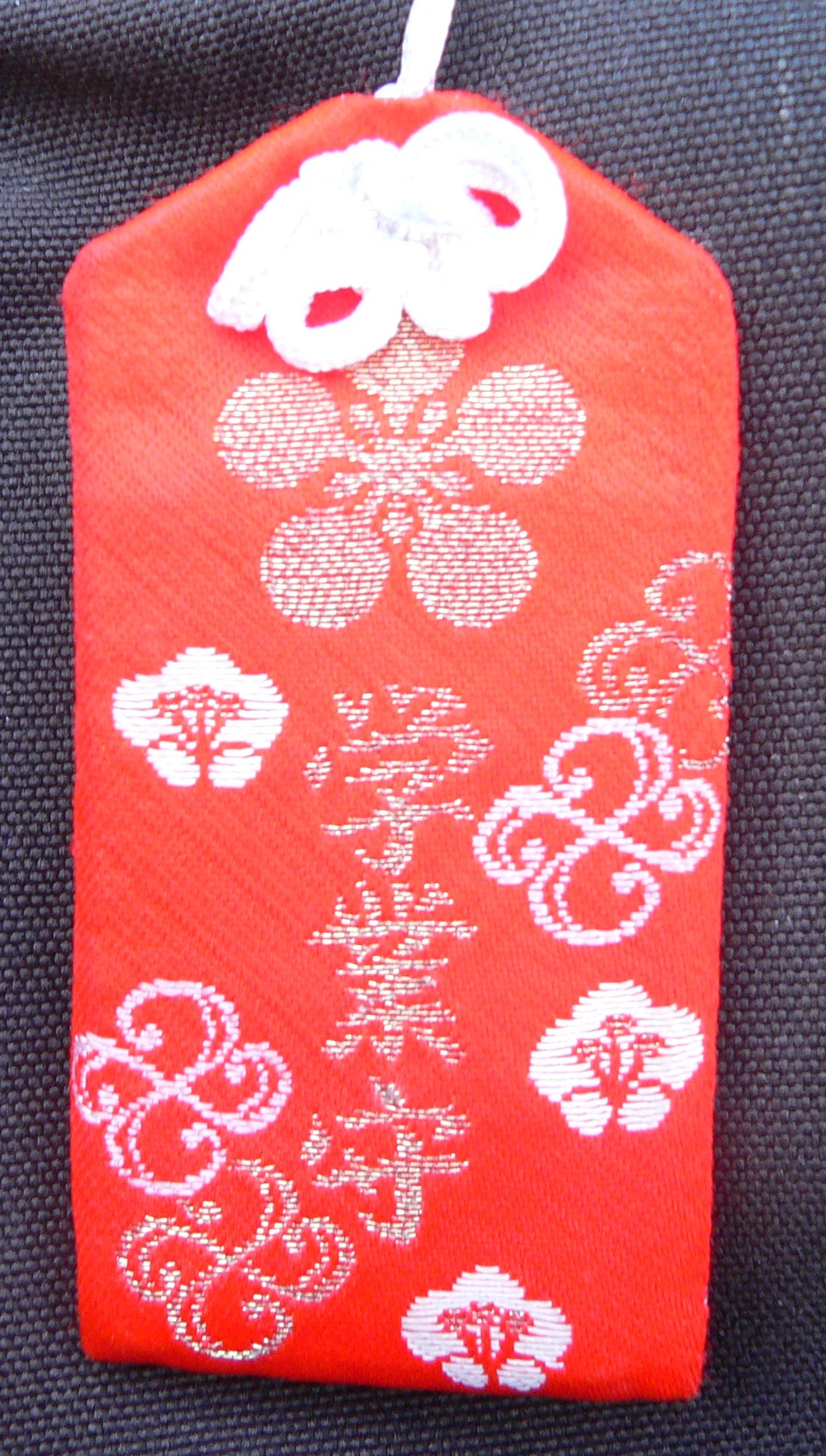
日本のお守り

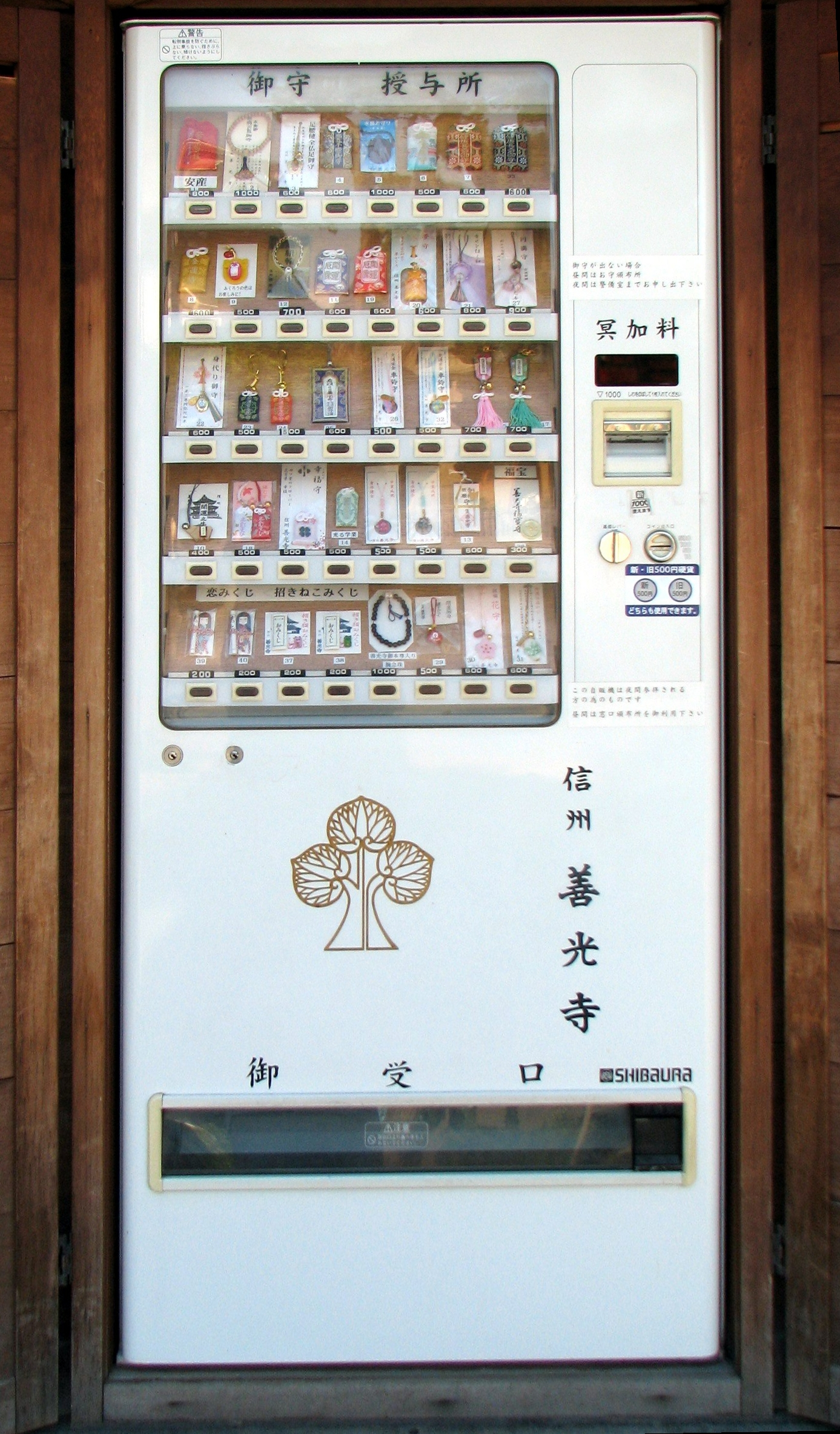
お守り 授与所（善光寺）

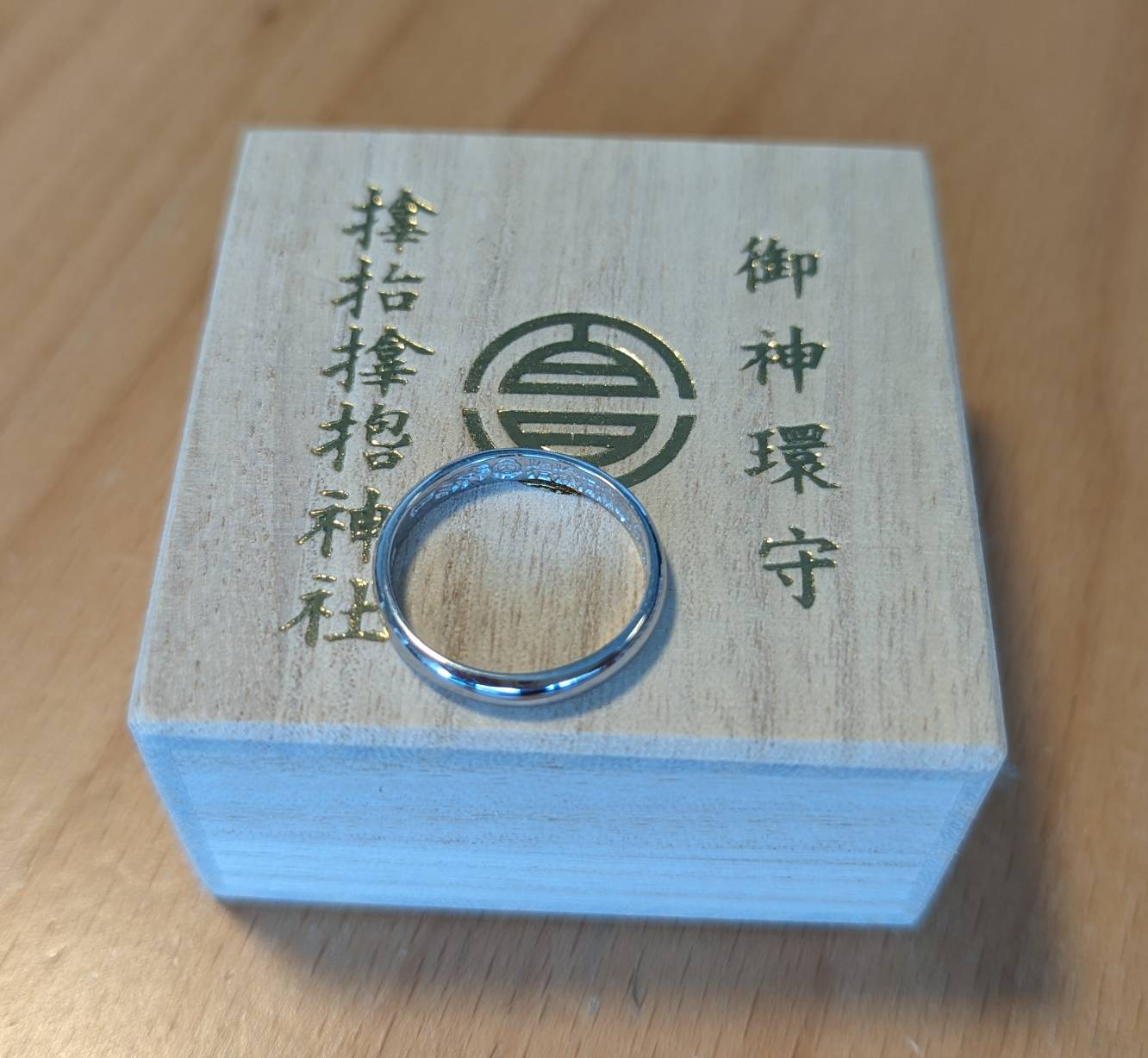
サムハラ神社の指輪型お守り（御神環守）

さまざまな形態の護符がある。

### 自然系

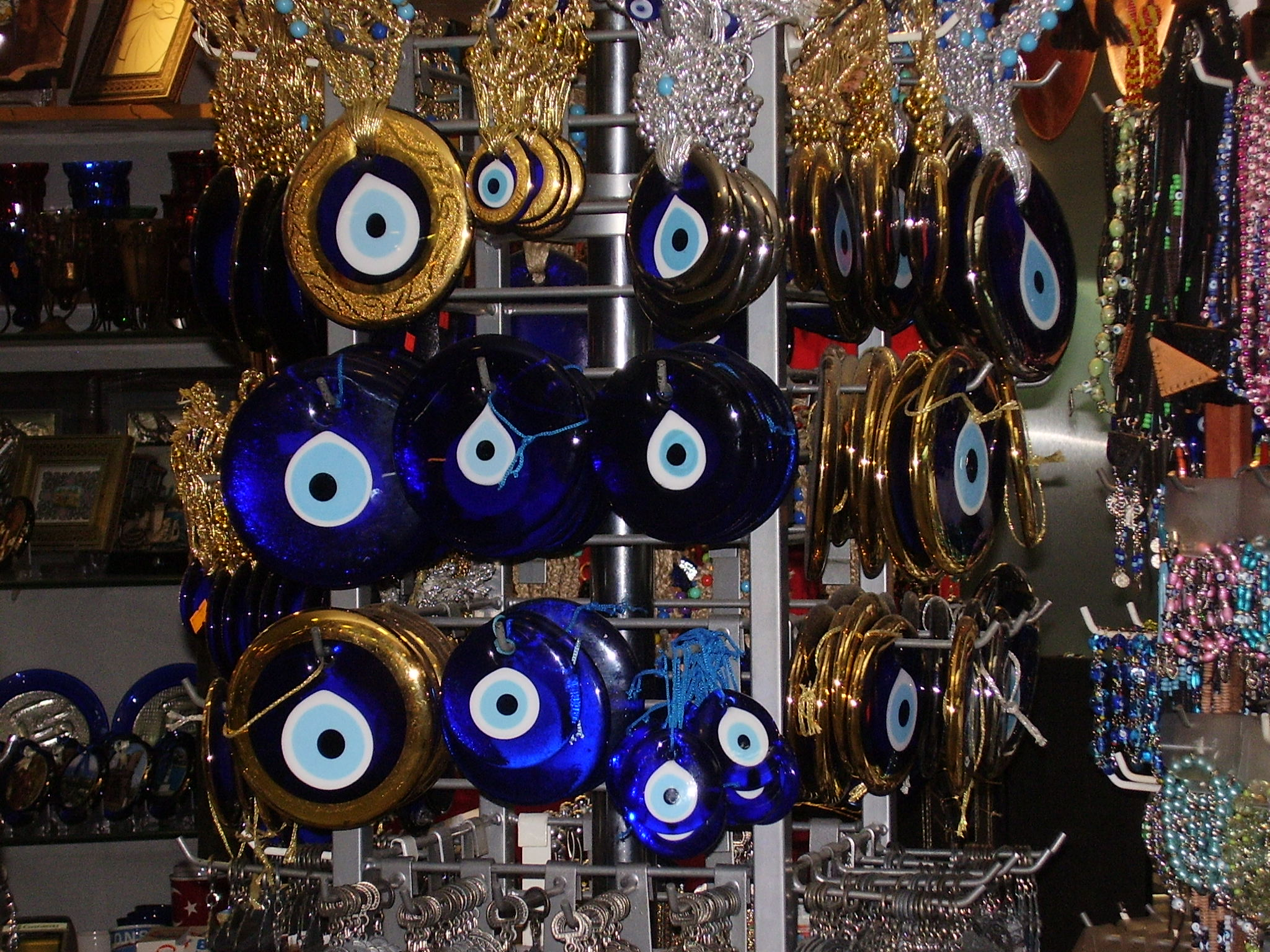
トルコの邪視よけ、ナザール・ボンジュウ

動植物や自然になんらかの超常的な力を見出してお守りとする。
動物質
動物の骨や歯、爪。
- ウサギの足 - イギリス、アメリカで1940年代から1960年代にかけて流行した。
- 馬の蹄鉄 - 欧米では魔除け、幸運のチャーム。掛ける向きによって変わる。
- カエル
- コウモリ
- スカラベ（フンコロガシ） - エジプトで太陽神ケプリになぞらえられたアーティファクト。
- 鶴亀 - 長生きを願う
- 柊鰯（ひいらぎいわし） - イワシの頭とヒイラギの葉の組み合わせ。日本における鬼除け。
- フクロウ
- 招き猫
- タツノオトシゴ

植物質
- クローバー - 四葉のクローバー・シャムロック
- 瓢箪

各種の香辛料・ハーブ
香気が立ち薬効があるとされ、各地で邪悪なものをはらうと信じられた。
- タイム - ヨーロッパで勇気を鼓舞すると信じられた。
- トウガラシ - 日本・韓国・中国における香気や赤い色。
- ニンニク - キリスト教における十字架と同じく吸血鬼の弱点。
- ヨモギ - 東アジア各地における蓬矢や薬玉など。邪悪なものを追い払う。

その他（山など）
- 赤冨士[16]

### 架空生物系
- ケサランパサラン - 謎の生物とされる物体である。
- ココペリ (Kokopelli) - アメリカのホピ族のカチナ（神・精霊）の1柱。豊穣の神（男神）。ココピラウとも。
- シーサー
- 七福神
- ビリケン

### 宝石・金属系
パワーストーン、天然石
- アダーストーン - ドルイドが魔除け、魔女や妖精の幻術破りなどの力を持つと信じた穴の開いた石（ガラス）。
- 天珠
- 勾玉

金属
- 銀の弾丸 - 悪魔や狼男と戦う武器

### イコン系
神や宗教者を像として形作ったり、図画にして用いる。
- 神像
- 仏像
  - 聖遺物 - 仏歯や仏舎利。
  - プラクルアン（タイのお守り）
  - 本尊
- 曼荼羅
- ロザリオ（クルス、十字架）

### 文字
文字を使った護符は世界中に存在するが、多くが聖典を引用した呪文、神や仏の名前もしくはそれを表すイニシャル、特定のシンボルを文字で表したものが多い
- イスラエルのヘブライ大学によれば、ユダヤ教の護符には様々なタイプが存在するが、神の名前、神の名前のイニシャル、聖典から引用された聖なる句。その他に蝋台(メノーラやメノラーと言われる)やイスラム教でも使われるファティマの手と同じような手、神の名前のイニシャル、ダビデの星と呼ばれる六芒星、これらのシンボルを文字で模ったものを護符に使用するという。特に神の名前は発音してはならないと言われており、故に名前を記だけで魔を避ける効果があるとされる。[20]
- イスラム教では魔術を行ったり、魔術的なものを身につけることは重罪とされる。[21]コーランはアラビア語で書かれたものが聖典であり、他の訳はあくまで翻訳本に過ぎないという。アラビア語で記されたコーランは神聖なものであり、それを信じることで、人は魔除けに頼らなくともよくなる。コーランには許される行為と許されざる行為を定義したハラールとハラームがあるが、最も許されざる行為に魔術が当たる。東京にあるモスクの東京ジャミーの頒布物のほぼ全てがトルコ政府宗務庁の出版物であるが、ここの見解によれば聖書たるコーランを読みイスラムの正しい教えを信じていれば魔や邪を退けることが出来るので、護符は必要がないとしている[22]が、実情としてファティマの目やファティマの手というような護符が存在しイスラム圏で用いられている。それについてもトルコ宗務庁が土着の信仰とイスラム教の教えが混ざり間違って信仰をしているものがいるが、そのようなもの[23]を持つことは相応しくないと書いている。
- 特定の宗教に限定されるものではないが、アブラカダブラという呪文がある。イギリスの小説ハリーポッターには死の呪文「アバダ ケダブラ」があるがこれは「息絶えよ」という意味である。一方、アブラカダブラは聖書ヘブライ語やアラム語、ギリシャ語で表記され「雷によって死に絶えよ」という意味があるという。[24]雷避けの呪文とされた他、アブラカダブラという文字を三角形に並べ、一文字づつ消したものや、逆三角形にしたものを持つことで雷を避ける他、災いや病気から身を守る効果があったとされて来た。[25]また落雷よけの魔除けには、雷の力を宿したとされるものがあるがそれは自然物の項に記す。

### お札系
ご利益のある文言や図画を書き記したもの。50音順に示す。
- 大津絵
- 神札 - 神社の名前や祭神を書いた札。神社の神札・御守りは陰陽道の護符に起源があるという[26]。[27]
- 蘇民将来 - 「蘇民将来子孫家門」と書いた札を家の門に貼り、牛頭天王の加護を求める。[28]
- 符録（中国語版） - 中国における道教のお札、#符録、召神徠鬼、趨吉避凶[29]、降妖鎮魔、治病除災のお札がある。
  - 護身符（中国語版） - 中国民間信仰で厄を退ける符。
- 梵字[30]
- 魔法陣[31]
- 魔方陣[32]

### 宗教の聖典
- 写経
- タルチョー - 経文が書かれたチベット仏教・ボン教の祈祷旗。
- テフィリン（英語版） - ユダヤ教のトーラーを納めた小箱型の装身具、聖句箱
- アラビア語で書かれたコーランもしくはクルアーン[33]
- マニ車 - 経文を収めた回転可能な容器。

### コイン系
コイン、もしくはコインの形状のものをお守りとみなす。
- 厭勝銭
  - サムハラ銭 - 貨幣コイントークン型のもの。
- 六文銭紋 - 家紋の一つ。死者を彼岸へ渡す船守に払う6枚のコインをあしらった図柄[34]
- 絵銭 - 江戸後期以降、お守りとしても製造される（絵銭#概要）。

### アクセサリー系
50音順。
- 千人針 - 太平洋戦争中、出征する兵士に贈られた。白い布に女性が1針ずつ玉結び（玉止め。弾と掛けた願掛け）を縫い付けたもので、腹巻とした。また、縁起をかつぐために銭貨や虎の模様を縫い付けることもあった。外来的な分類でいえば防具的効果を無しに矢が体に当たるのを防ぐ等の魔術的効果を期待しているものと同じ為、アミュレットに分類できる。[35]
- ネックレス -呪術や豊作祈願等でも身につけられた
  - 懸守 - 平安時代から見られる女性や子供が付ける守り。錦の布でつくった筒形の袋の両端に紐をつけて胸に下げた[36][37]。
- ピアス - 耳から悪霊が入るのを防ぐ護符とされた
- ブレスレット - 身につけるタイプのお守りとして、現代でも使われている 神むすび等
- ポクポン - タイに伝わる、毛糸で出来たお守りを現代風にアレンジしたもの。
- 指輪 -魔除けの指輪など
  - クラダリング - アイルランドに伝わるラブリング。

### その他
- 自作 - 部活/スポーツの仲間とお揃いで作る場合など[38]。フェルトやレジン、ミサンガをビーズ、プラ板などで作られる。その際によく使用されている言葉は、漢字1文字から4文字が一般的[注釈 1][要出典]。
- 千羽鶴 - 折り紙を用いて神聖な鶴の形を作り、それを千個作ることでなんらかの願掛けとする。折鶴自体は古くからあり、当初は必ずしも千個ではなかった（千は日本において「とても多い」の漠然とした意味）。
- 武器 - 戦闘や護身、狩猟のために使われた刀剣や弓矢などの武器は、慶事の縁起物や弔事の魔除けとして登場する[39]。
- ヘラクレスクラブ（英語版） - 英雄ヘラクレスのこん棒を模したお守り。ローマ人の間で流行したものだが、ゲルマン人側ではドナー（トール）のこん棒というお守りがある[40]。

## 近年の傾向
近年の傾向として、厄除けと開運の御利益が同時に得られるとして、日本三大厄除け開運大師の、埼玉厄除け開運大師の通称で知られる龍泉寺、兵庫県の門戸厄神東光寺、広島県の大聖院などの寺院が人気を集め、このうち龍泉寺の「大開運守」は2020年にはヤフーの全国最強開運お守り10選で1位に選ばれるなどした。龍泉寺の2024年の初詣大祈願祭の人出は前年50万人から70万人に増えた。